# Raúl Córdoba
Raúl Córdoba Alcalá (* 13. März 1924 in Guadalajara, Jalisco; † 17. Mai 2017), auch bekannt unter seinem Spitznamen El Inglés, war ein mexikanischer Fußballtorwart, der zum mexikanischen Kader bei der WM 1950 gehörte.

## Leben
Der zu Beginn seiner aktiven Laufbahn bei der A.D.O. unter Vertrag stehende Córdoba verfügte über ausgezeichnete Reflexe und stand erstmals in einem am 4. September 1949 ausgetragenen WM-Qualifikationsspiel im Estadio Ciudad de los Deportes gegen die USA (6:0) im Tor der Nationalmannschaft, das er auch eine Woche später gegen Kuba (2:0) nochmals hütete. Bei den beiden nächsten Qualifikationsspielen hütete zwar Melesio Osnaya vom CF Asturias das Tor für „el Tri“, doch bei den Testspielen gegen Spanien (1:3 und 0:0) wenige Wochen vor der WM stand erneut Córdoba zwischen den Pfosten.
Eigentlich galt er als erster Torwart für die bevorstehende WM, doch ausgerechnet in einem Vorbereitungsspiel gegen Botafogo (2:3) am 4. Juni 1950 hatte Córdoba einen rabenschwarzen Tag und sah bei allen drei Gegentreffern unglücklich aus. In der 78. Minute wurde er gegen Antonio Carbajal ausgetauscht, der an jenem Tag erstmals für die mexikanische Auswahl zum Einsatz kam und auch in den nächsten Testspielen das Tor hütete. Die spätere Torwartlegende Carbajal wurde am 23. Juni 1950, einen Tag vor dem ersten WM-Spiel gegen Brasilien (0:4), zum Stammtorwart Mexikos bei der Fußball-Weltmeisterschaft 1950 ernannt. Córdoba absolvierte danach nur noch ein einziges Länderspiel gegen Panama (4:2), das im Rahmen der 1952 erstmals ausgetragenen Panamerikanischen Meisterschaften in Chile stattfand. Alle anderen Spiele bei diesem Turnier absolvierte Carbajal.
Córdoba wechselte unmittelbar nach der WM 1950 für die damals enorme Summe von 25.000 Pesos vom Club San Sebastián de León zu Atlas Guadalajara, mit dem er gleich in seiner ersten Saison 1950/51 den Meistertitel gewann. Später spielte er noch für den Stadtrivalen Club Oro und den Deportivo Toluca FC, in dessen Reihen er seine aktive Laufbahn in der Saison 1958/59 ausklingen ließ.